# 倫內比
倫內比（挪威語：Rennebu）是挪威特倫德拉格郡的一個市镇，行政中心为貝爾科克村。市镇面积为948平方公里，人口数量为2,486人（2020年），人口密度为每平方公里2.7人。